# Delphine Seyrig
Delphine Seyrig (ur. 10 kwietnia 1932 w Bejrucie, zm. 15 października 1990 w Paryżu) – francuska aktorka filmowa.

## Filmografia
- 1959: Pull My Daisy(inne języki) jako żona Milo
- 1961: Zeszłego roku w Marienbadzie (L'année dernière à Marienbad) jako A-Brunetka
- 1963: Muriel(inne języki) (Muriel ou le temps d'un retour) jako Helene
- 1968: Skradzione pocałunki (Baisers volés) jako Fabienne Tabard
- 1969: Droga mleczna (La voie lactee) jako prostytutka
- 1971: Dzieci nocy(inne języki) (Les Lèvres rouges) jako Hrabina Bathory
- 1972: Dyskretny urok burżuazji (Le charme discret de la bourgeoisie) jako Madame Thevenot
- 1973: Dzień Szakala (The Day of the Jackal) jako Colette de Montpelier
- 1975: Jeanne Dielman, Bulwar Handlowy, 1080 Bruksela (Jeanne Dielman, 23 Quai du Commerce, 1080 Bruxelles) jako Jeanne Dielman
- 1984: Dorian Gray w zwierciadle prasy brukowej(inne języki) (Dorian Gray im Spiegel der Boulevardpresse) jako Żona dr Mabuse / Wielki inkwizytor w Sewilli
- 1989: Mongolska Joanna d'Arc(inne języki) (Johanna d'Arc of Mongolia) jako lady Windermere

## Nagrody i nominacje
Została uhonorowana Pucharem Volpiego dla najlepszej aktorki na 24. MFF w Wenecji za rolę w filmie Muriel (1963) Alaina Resnais’go. Otrzymała również nominację do nagrody BAFTA i trzykrotnie do nagrody Cezara.